# Avântu, Iași
Avântu este un sat în comuna Românești din județul Iași, Moldova, România.